# قائمة الرحلات الرئاسية لقيس سعيد
تحتوي هذه المقالة على قائمة الرحلات الرئاسية لقيس سعيّد، خامس رئيس للجمهورية التونسية. قام سعيّد بخمس رحلات دولية لخمس دول، وذلك منذ بداية فترة رئاسته في 23 أكتوبر 2019، ومن المفترض أن تنتهي ولايته في 23 أكتوبر 2024.
كل الرحلات الرئاسية الخارجية توجد أسفله.

## الرحلات الدولية
| عدد الرحلات | الدولة                                                        |
| ----------- | ------------------------------------------------------------- |
| رحلة واحدة  | سلطنة عمان، الجزائر، الكويت، قطر، ليبيا، مصر، بلجيكا، إيطاليا |
| رحلتين      | فرنسا                                                         |

## 2019
لم يقم قيس سعيد بأي رحلة دولية في 2019.

## 2020
الجدول أسفله يعدد الرحلات الرئاسية الخارجية لقيس سعيد التي أداها خلال سنة 2020.
| الدولة  | المدينة التي زارها | التاريخ           | المُستقبِل                  | ملاحظات | المصدر |
| ------- | ------------------ | ----------------- | ------------------------- | --- | ------ |
| عُمان    | مسقط               | 12 يناير          | هيثم بن طارق              | التعزية في وفاة السلطان قابوس بن سعيد. | [ 1 ]  |
| الجزائر | الجزائر            | 2 فبراير          | عبد المجيد تبون           | زيارة دولة تلبية لدعوة من الرئيس عبد المجيد تبون. تم عقد لقاء مع رئيس الجزائر لمناقشة العلاقات التونسية الجزائرية والمسائل الإقليمية والدولية ذات الاهتمام المشترك. | [ 2 ]  |
| فرنسا   | باريس              | 22 و23 يونيو      | إيمانويل ماكرون           | زيارة رسمية بناء على دعوة من الرئيس إيمانويل ماكرون. تم عقد لقاء مع رئيس فرنسا لمناقشة العلاقات التونسية الفرنسية والمسائل الإقليمية والدولية ذات الاهتمام المشترك. | [ 3 ]  |
| الكويت  | مدينة الكويت       | 1 أكتوبر          | نواف الأحمد الجابر الصباح | التعزية في وفاة الأمير صباح الأحمد الجابر الصباح. | [ 4 ]  |
| قطر     | الدوحة             | 14، 15 و16 نوفمبر | تميم بن حمد آل ثاني       | زيارة دولة تلبية لدعوة من الأمير تميم بن حمد آل ثاني. تم عقد لقاء مع أمير قطر لمناقشة العلاقات التونسية القطرية والمسائل الإقليمية والدولية ذات الإهتمام المشترك.   | [ 5 ]  |

## 2021
الجدول أسفله يعدد الرحلات الرئاسية الخارجية لقيس سعيد التي أداها خلال سنة 2021.
| الدولة                                | المدينة التي زارها                          | التاريخ          | المُستقبِل                | ملاحظات | المصدر |
| ------------------------------------- | ------------------------------------------- | ---------------- | ----------------------- | --- | ------ |
| ليبيا                                 | طرابلس                                      | 17 مارس          | محمد المنفي             | زيارة رسمية لدولة ليبيا. تم عقد لقاء مع رئيس المجلس الرئاسي الليبي لمناقشة العلاقات التونسية الليبية والمسائل ذات الإهتمام المشترك.                                  | [ 6 ]  |
| مصر                                   | القاهرة ، العاصمة الإدارية وشبه جزيرة سيناء | 9 ، 10 و11 أبريل | عبد الفتاح السيسي       | زيارة رسمية تلبية لدعوة من الرئيس عبد الفتاح السيسي. تم عقد لقاء مع رئيس مصر لمناقشة العلاقات التونسية المصرية والمسائل الإقليمية والدولية ذات الإهتمام المشترك.     | [ 7 ]  |
| فرنسا                                 | باريس                                       | 17 و18 مايو      | إيمانويل ماكرون         | المشاركة في قمة تمويل الاقتصاديات الافريقية بدعوة من الرئيس إيمانويل ماكرون.                                                                                         | [ 8 ]  |
| بلجيكا                                | بروكسل                                      | 3 و4 يونيو       | لويس فيليب ليوبولد ماري | زيارة رسمية تلبية لدعوة من الملك فيليب. تم عقد لقاء مع ملك بلجيكا لمناقشة العلاقات البلجيكية التونسية                                                                | [ 9 ]  |
| الاتحاد الأوروبي                      | بروكسل                                      | 3 و4 يونيو       | شارل ميشيل              | تم عقد لقاء مع رئيس المجلس الأوروبي لمناقشة العلاقات التونسية الأوروبية والمسائل الإقليمية والدولية ذات الإهتمام المشترك.                                            | [ 9 ]  |
| المفوضية الأوروبية                    | بروكسل                                      | 3 و4 يونيو       | أورسولا فون دير لاين    | تم عقد لقاء مع رئيسة المفوضية الأوروبية لمناقشة العلاقات التونسية الأوروبية والمسائل الإقليمية والدولية ذات الإهتمام المشترك.                                        | [ 9 ]  |
| البرلمان الأوروبي                     | بروكسل                                      | 3 و4 يونيو       | ديفيد ساسولي            | تم عقد لقاء مع رئيس البرلمان الأوروبي لمناقشة العلاقات التونسية الأوروبية والمسائل الإقليمية والدولية ذات الإهتمام المشترك.                                          | [ 9 ]  |
| البنك الأوروبي لإعادة البناء والتنمية | بروكسل                                      | 3 و4 يونيو       | فيرنير هوير             | تم عقد لقاء مع رئيس البنك الأوروبي للتنمية لمناقشة القضايا التنموية بتونس.                                                                                           | [ 9 ]  |
| إيطاليا                               | روما                                        | 16 و17 يونيو     | سيرجيو ماتاريلا         | زيارة رسمية تلبية لدعوة من الرئيس سيرجيو ماتاريلا. تم عقد لقاء مع رئيس إيطاليا لمناقشة العلاقات الإيطالية التونسية والمسائل الإقليمية والدولية ذات الإهتمام المشترك. | [ 10 ] |

## مقالات ذات صلة
- رئيس الجمهورية التونسية
- قائمة الرحلات الرئاسية للمنصف المرزوقي
- قائمة الرحلات الرئاسية للباجي قائد السبسي

## روابط خارجية
- الموقع الرسمي لرئاسة الجمهورية التونسية.